# Dima hirtipennis
Dima hirtipennis (лат.) — вид жуков-щелкунов (Elateridae) из подсемейства Dendrometrinae.

## Распространение
Встречается в Южной Европе: Греция (Peloponnese: Taygetos Mts, до 1940 м).

## Описание
Взрослый жук имеет длину 11,7 мм см и ширину 4,3 мм. Отличается от близких видов своими очень длинными отстоящими волосками по всему телу. Основная окраска тела коричневая. Сходен с Dima olympica. Вид был впервые описан в 2011 году итальянским колеоптерологом Дж. Платиа (Giuseppe Platia), а его валидный статус подтверждён в ходе ревизии, проведённой в 2017 году энтомологами из Чехии (Josef Mertlik, Robin Kundrata) и Венгрии (Tamás Németh).